# Batracharta albistrigosata
Batracharta albistrigosata là một loài bướm đêm trong họ Noctuidae.